# Marius Banks
Marius Banks OFM (* 1914 in Liverpool, Großbritannien; † 30. Januar 2001 in Dundee, Südafrika) war ein britischer römisch-katholischer Ordensgeistlicher und Apostolischer Präfekt von Volksrust.

## Leben
Marius Banks trat der Ordensgemeinschaft der Franziskaner bei und legte 1949 die Profess ab. 1954 empfing er das Sakrament der Priesterweihe. Am 15. April 1969 bestellte ihn Papst Paul VI. zum Apostolischen Präfekten von Volksrust.
Banks trat 1983 infolge der Erhebung der Apostolischen Präfektur Volksrust zum Bistum von seinem Amt zurück. Er starb im Januar 2001 im Nazareth House in Dundee.